# Shine (пісня Ванесси Аморозі)
«Shine» — третій сингл першого студійного альбому австралійської співачки Ванесси Аморозі — «The Power». В Австралії сингл вийшов 15 травня 2000. На Australian Singles Chart посів 4 місце. Через два тижні тижнів після офіційного виходу пісня здобула Золото, а через місяць Платину (ARIA).
Пісні «Shine» і «Perfect», ще до сьогодення залишаються найкращими піснями Ванесси.
Пісня «Shine» стала для її піар кампанії останньою. Компанія «Ansett Airlines» збанкрутувала і мусила зачинитись. «Я і моя пісня принесли нещастя для них! Це боляче, але це правда. У нас були різні погляди на справи, проте для мене це все одно жахливо.» — прокоментувала Ванесса Аморозі.

## Список пісень
Австралійська версія
| #  | Назва                                | Тривалість |
| -- | ------------------------------------ | ---------- |
| 1. | «Shine» (версія для радіо)           | 3:52       |
| 2. | «Shine» (розширена версія для радіо) | 5:06       |
| 3. | «Shine» (R&B версія)                 | 3:56       |
| 4. | «Shine» (розширена R&B версія)       | 5:30       |
| 5. | «Shine» (виключена версія)           | 3:36       |
| 6. | «Steam»                              | 3:47       |

Німецька версія
| #  | Назва                                         | Тривалість |
| -- | --------------------------------------------- | ---------- |
| 1. | «Shine» (розширений мікс для радіо)           | 3:56       |
| 2. | «Shine»                                       | 3:52       |
| 3. | «Shine» (ремікс Tung N Groov)                 | 3:59       |
| 4. | «Absolutely Everybody» (версія «Сідней 2000») | 6:23       |

## Справжній сенс пісні
Оригінальний текст пісні мав бути набагато «похмурішим». Ванесса написала і присвятила цю пісню своєму другу з середньої школи, який покінчив життя самогубством. Марк Голден (англ. Mark Holden), відповідальний за успіх пісні, змінив її текст. Аморозі пояснила: «Марк змінив текст. Він гадав, що текст не сподобається слухачам, принаймні деякі фрази. Наприклад, я писала 'Ви всі бачите, ви всі знаєте, що воно помре', йому не подобалося слово 'помре'. Він думав, що воно не правильне. Ми всі сиділи без діла, намагаючись знайти заміну, ми були прикріплені до слова 'спроба'. Марк придумав змінити слово 'спроба' на 'сяйво (англ. shine)'. Словом, назва — Маркова заслуга. Він має чудесний музичний слух. Хто-хто, а він знає, як зробити хіт. Думаю, результат гарний, те що було трагічним, стало позитивним, але… Тепер я ніколи б не змінила слово 'помре'. Це справжній сенс моєї пісні. Багато з пісень в альбомі «The Power» були дуже особистими для мене, мабуть, це дуже відокремило мене від інших авторів пісень. Я дуже відверта і чесна з текстом і музикою. Мені подобається бути відвертою і йди по прямому. Таким чином, я думаю, я намагалась створити «Shine» веселою, але пісня стала дуже, дуже особистою, і вельми тривожною.»

## Публічне виконання пісні
Ванесса виконала «Shine» на церемонії відкриття «Paralympic Games 2000». Також в 2000 пісня стала найпопулярнішою на австралійському радіо. В 2001 виграла нагороду «APRA». В 2002 Ванесса Аморозі виконала «Shine» на завершальній грі «2002 Commonwealth Games».

## Музичне відео
Існує дві версії відеокліпу: «Shine» (оригінальна версія) та «Shine» (європейська версія).
У оригінальній версії Ванесса співає пісню у кімнаті для розумово відсталих. У європейській версії співачка виконує сингл на вулиці, де знаходиться сумний чоловік.

## Чарти
| Чарт (2000/01)           | Місце |
| ------------------------ | ----- |
| Australian Singles Chart | 4     |
| Austrian Singles Chart   | 46    |
| German Singles Chart     | 38    |
| Swiss Singles Chart      | 19    |

## Сертифікація
| Кріїна    | Сертифікат | Продажі |
| --------- | ---------- | ------- |
| Австралія | Платина    | 70,000  |

## Історія релізів
| Регіон    | Дата           |
| --------- | -------------- |
| Австралія | 15 травня 2000 |
| Німеччина | 1 лютого 2001  |
| США       | 26 червня 2001 |